# Ælde
I nordisk mytologi er Ælde alderdom personificeret ved en gammel kroget kone, som optræder som Udgårdslokes mor i myten Thor hos Udgårdsloke.
De færreste kan danse med hende i længere tid, før de går i knæ. Kun Thor der dansede med hende under en duel med Udgårdsloke, holdt sig oprejst i længere tid.
Kun i kraft af Iduns fortryllede æbler, der giver ungdom, kan aserne modstå Ældes kraft.